# 黄国書 (1964年生)
黄 国書（こう こくしょ、フアン グオーシュー、1964年〈民国53年〉1月3日 - ）は、中華民国（台湾）の政治家。元立法委員。

## 経歴
1998年の台中市議員選挙に初当選した。
2010年、台中市改制後初の台中市議員選挙で当選した。
2015年、台中市第六選挙区の林佳龍が立法委員を辞職することに伴い、翌年2月7日に行われた補欠選挙で60%近くの得票率を獲得し当選した。
2016年の第9回立法委員選挙では10万票近くの得票数で再選、2020年の第10回立法委員選挙では10万票を超える得票数で再選された。
2021年10月16日、戒厳令時代に国民党のスパイ部隊の情報提供者であったことがメディアで報じられ、その後黄国書自身がスパイ部隊に所属していたことを認めた。自身の行動と被害者へ謝罪し、民進党から離党し議員としての再選を辞退すると表明した。

## 選挙記録
| 年度 | 選挙                  | 選挙区           | 所属政党   | 得票数  | 得票率 | 当選 | 注釈 |
| ---- | --------------------- | ---------------- | ---------- | ------- | ------ | ---- | ---- |
| 1998 | 第14回台中市議員選挙  | 第一選挙区       | 民主進歩党 | 5,280   | 10.90% |      |      |
| 2002 | 第15回台中市議員選挙  | 第一選挙区       | 民主進歩党 | 4,514   | 11.71% |      |      |
| 2005 | 第16回台中市議員選挙  | 第一選挙区       | 民主進歩党 | 8,847   | 14.76% |      |      |
| 2010 | 第1回台中市議員選挙   | 第十選挙区       | 民主進歩党 | 20,020  | 29.26% |      |      |
| 2014 | 第2回台中市議員選挙   | 第十選挙区       | 民主進歩党 | 14,729  | 21.03% |      |      |
| 2015 | 第8回立法委員補欠選挙 | 台中市第六選挙区 | 民主進歩党 | 45,143  | 57.83% |      |      |
| 2016 | 第9回立法委員選挙     | 台中市第六選挙区 | 民主進歩党 | 95,725  | 55.74% |      |      |
| 2020 | 第10回立法委員選挙    | 台中市第六選挙区 | 民主進歩党 | 113,128 | 55.91% |      |      |